# 福特鎮區 (堪薩斯州福特縣)
福特鎮區（英語：Ford Township）為美國堪薩斯州福特縣轄下的鎮區。2010年美国人口普查中此鎮區人口有364人。

## 地理
福特鎮區涵蓋總面積為249.1平方（96.18平方英里），其中陸地面積為249.1平方（96.17平方英里），水域面積為0.026平方（0.01平方英里）或0.01%。海拔高度734（2,408英尺）。

## 人口統計
根據2010年美國人口普查，福特鎮區人口有364人，其中男性有194人，女性有170人，人口密度為每平方公里1.46人，住房計181戶。鎮區內的白人有334人，非裔美國人有1人，美洲原住民有8人，亞裔美國人有0人，太平洋島裔美國人有0人，其他種族有15人，混血種族則有6人。此外鎮區內有18人為西班牙裔或拉丁裔美國人。此鎮區之年齡中位數為41.3歲，而男性年齡中位數為37.6歲，女性年齡中位數為44.2歲。

## 交通

### 主要公路
- 400號美國國道
- 34號堪薩斯州州道